# Amatunte
Amatunte (en griego antiguo: Ἀμαθοῦς, -οῦντος, en latín: Amatus) era una de las más antiguas ciudades de Chipre. Situada en la costa meridional, enfrente de Agios Tychonas, al oeste de Larnaca y al este de Limasol. El culto a Afrodita era el segundo más importante, después del de Pafos. Los restos de Amatunte no están tan bien conservados como las de la vecina ciudad de Curio.

## Prehistoria y Antigüedad
La prehistoria de Amatunte es una mezcla de mitos y arqueología. No existía un centro urbano en el Edad del Bronce, y la arqueología ha detectado actividad humana a comienzos de la Edad del Hierro, c. 1100 a. C. La legendaria fundación de la ciudad se atribuye a Ciniras, en conexión con el nacimiento de Adonis, quien llamó a la ciudad con el nombre de su madre Amatus. Según la versión del mito de Ariadna recogida  por Plutarco, Teseo abandonó a Ariadna en Amatusa, donde murió al dar la luz a su hijo y fue enterrada en una tumba sagrada. Según la fuente de Plutarco la cueva sagrada amatuntia tenía su santuario en el Bosque de Afrodita Ariadna. Según el mito más netamente helénico en Amatunte se estableció uno de los hijos de Heracles, lo que explicaría el hecho de que fuera venerado allí.
En la Antigüedad se consideraba autóctonos a los amatuntios, o también pelasgos. Su lengua no griega se ha visto confirmada por las inscripciones encontradas escritas en silabario chipriota, que únicamente sobrevivió en el mundo egeo de la Edad del Bronce Final y continuó en uso hasta el siglo IV a. C.
Se construyó sobre unos acantilados y tenía un puerto natural. Se han hallado varios enterramientos y cerámica eubea del siglo X a. C. Durante el periodo postfenicio del siglo VIII a. C., se erigió un palacio y se construyó un puerto, cuyos barcos comerciaban con Grecia continental y el Próximo Oriente. De comienzos de la Edad del Hierro se halló un tofet. En la parte más alta de los acantilados los griegos levantaron un templo que se convirtió en un lugar de peregrinaje para los devotos de Afrodita, en su advocación de Afrodita Amatusia junto a un hombre barbado llamado Afrodito. Las excavaciones han descubierto la última planta del Templo de Afrodita, también conocida como Afrodisias, que data aproximadamente del siglo I a. C. Según el mito, se celebraban las fiestas Adonías, con competiciones atléticas, competiciones de caza de osos, además de danzas y cantos, todo en honor de Adonis.

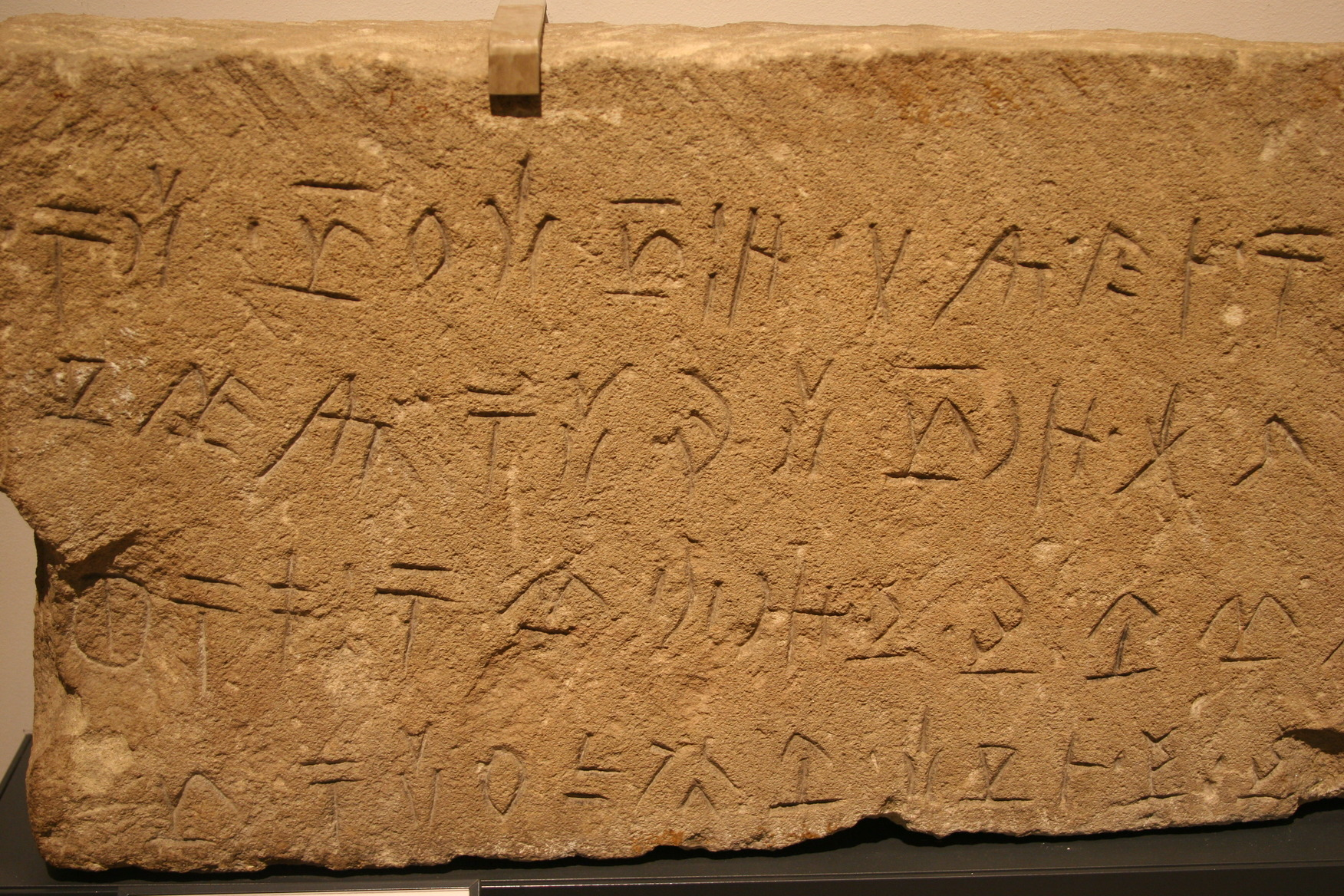
Inscripción de Amatunte en eteochipriota.

En la necrópolis de la Edad del Hierro Inicial con influencias greco-fenicias (1000-600 a. C.) se ha identificado el nombre de Amatunte con Kartihadasti en la lista de tributos de Asarhaddón de Asiria (668 a. C.). Mantenía buenas relaciones con los fenicios, lo que provocó el rechazo de la liga filohelena de Onésilo de Salamina y la revuelta chipriota desde el 500 al 494 a. C. contra el Imperio aqueménida, en la que Amatunte fue sitiada infructuosamente. La venganza persa consistió en la captura y ejecución de Onésilo. Heródoto cuenta que «puesto que Onésilo asedió Amatunte, los amatuntios le cortaron la cabeza y la colgaron sobre las puertas de su ciudad. Un enjambre de abejas la llenó de panales». El hecho de que las abejas escogieran el cráneo de Onésilo para su colmena se ha interpretado como «una reparación por el daño que le infligieron los amatuntios».

Del 385 al 380 a. C., el filoheleno Evágoras I, rey de Salamina, se enfrentó con Amatunte, en conjunción con Citio y Solo; después de la muerte de Alejandro Magno la ciudad resistió a la anexión, y fue obligada a entregar rehenes a Seleuco. Su importancia política perduró, y la religiosa a través de los templos de Adonis y Afrodita Amatusia, que siguieron siendo célebres en época romana. El epíteto Amatusia en la poesía romana a menudo significa «más pequeño que un chipriota», testimonio de la fama de la ciudad.

## Antigüedad tardía y Edad Media
En el siglo IV, Amatunte fue sede de un obispado cristiano y continuó su florecimiento hasta el periodo bizantino. A finales del siglo VI, Ayios Ioannis Eleimonas (San Juan el Caritativo), protector de los  caballeros de la Orden de Malta, nació en Amatunte. De comienzos de la primera mitad del siglo VII, Anastasio Sinaíta, el prolífico monje escritor del  Monasterio de Santa Catalina del Monte Sinaí, también era amatuntio. Se cree que salió de Chipre después de la conquista árabe en 649 de la isla, que se estableció en Tierra Santa, llegando a ser un monje en el Sinaí.

Mapa de la antigua Chipre con sus principales ciudades.

Amatunte siguió prosperando. Un amatuntio ilustre fue Juan el Limosnero, patriarca de Alejandría de 606-616. La ciudad ya estaba casi desierta cuando Ricardo I de Inglaterra ganó Chipre en una victoria a Isaac Comneno de Chipre en 1191. Las tumbas fueron saqueadas y las piedras de los edificios fueron llevados a Limasol, para utilizarlas en nuevas construcciones. Mucho más tarde, en 1869, se utilizaron un gran número de bloques de piedra de Amatunte para la construcción del Canal de Suez. 

## Época moderna
Agios Tychonas, un nuevo asentamiento cerca de Amatunte, pero más al interior, lleva el nombre del obispo Ticón de Amatunte. El sitio de las ruinas se encuentra dentro de los límites municipales. La expansión de la zona turística de Limasol ha amenazado las ruinas: se especula que algunos de los hoteles se encuentran encima de la necrópolis.
En el siglo XIX la ciudad había desaparecido, excepto fragmentos de la muralla y una gran cisterna de piedra sito en la acrópolis. Una cisterna similar fue transportada al Museo del Louvre en 1867, es de piedra caliza y se utilizaba para almacenar el mosto de la uva, que data del siglo VI a. C. Mide 1,852 m de alto y pesa 14 toneladas. Está hecha de una sola piedra y cuenta con cuatro manijas curvas que llevan la cabeza de un toro. En la década de 1870 Luigi Palma di Cesnola realizó excavaciones en la necrópolis de Amatunte y en otros lugares de Chipre, que enriquecieron las primeras colecciones del Museo Metropolitano de Arte. Algunos objetos fueron al Museo Británico. En 1980 comenzaron las excavaciones arqueológicas conjuntas franco-chipriotas. Se ha excavado la acrópolis, el Templo de Afrodita, el ágora, las murallas de la ciudad, la basílica y el puerto antiguo.
Otros objetos arqueológicos encontrados durante las excavaciones se conservan en el Museo de Chipre en Nicosia, así como en el Museo Arqueológico del Distrito de Limasol.
Las columnas de mármol del ágora están decoradas con adornos en espiral, hay enormes recintos pavimentados. En la parte costera de la ciudad hay vestigios de una basílica paleocristiana con suelos de mosaico decorado con piedras semipreciosas. Más lejos, cerca de la carretera que conduce a la terraza del templo, situado en la parte superior del acantilado, se han descubierto varias casas construidas en una fila que datan del periodo helenístico. En los extremos este y oeste de la ciudad se encuentran las dos acrópolis, donde se han hallado una serie de tumbas, muchas de las cuales están intactas.
Dos pequeños santuarios con exvotos de terracota de época greco-fenicia, se encuentran no muy lejos. Los grandes santuarios de Adonis y Afrodita no han sido identificados.

## Galería de imágenes

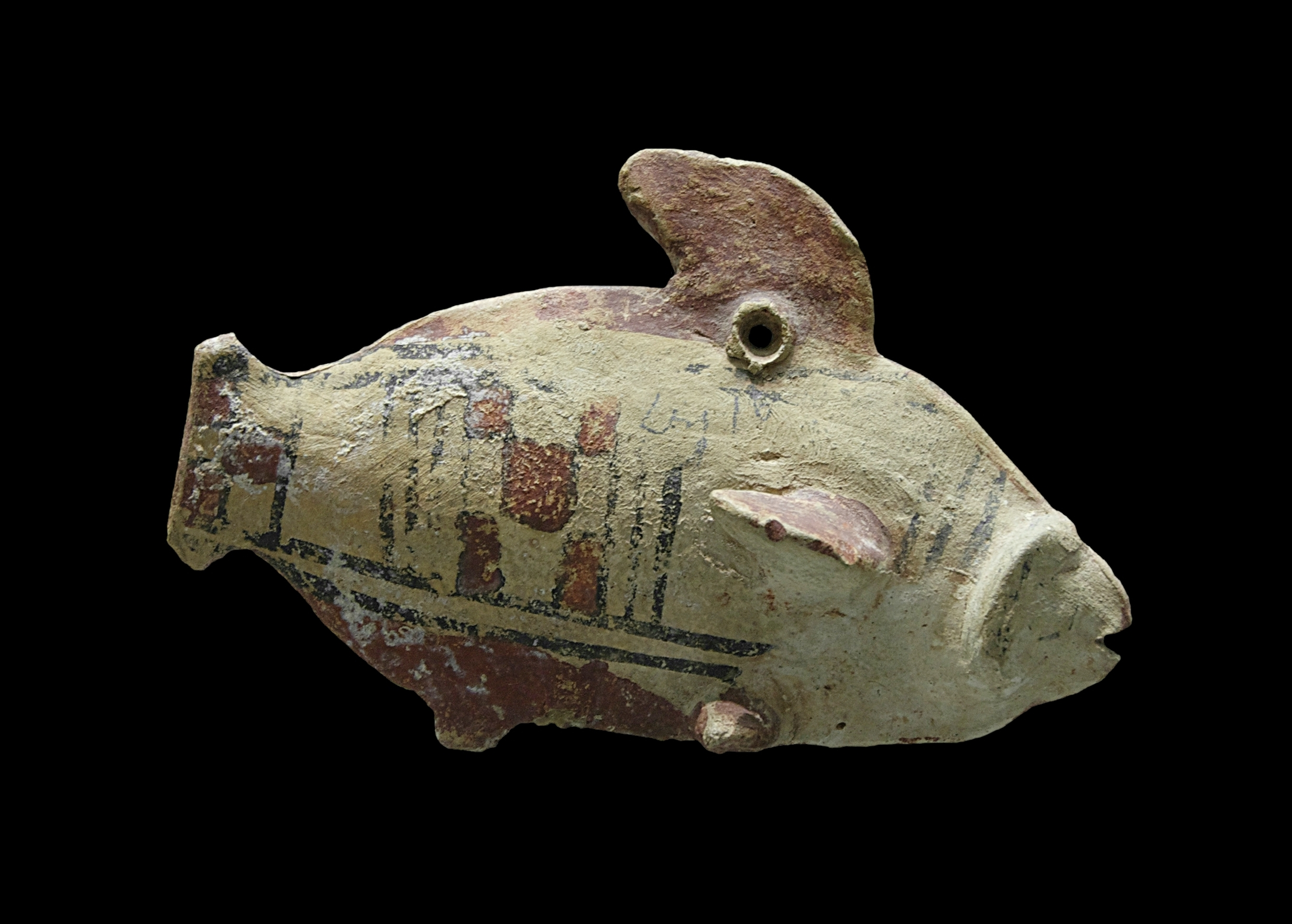
Pez, terracota policromada hallada en Amatunte (siglo V a. C.).
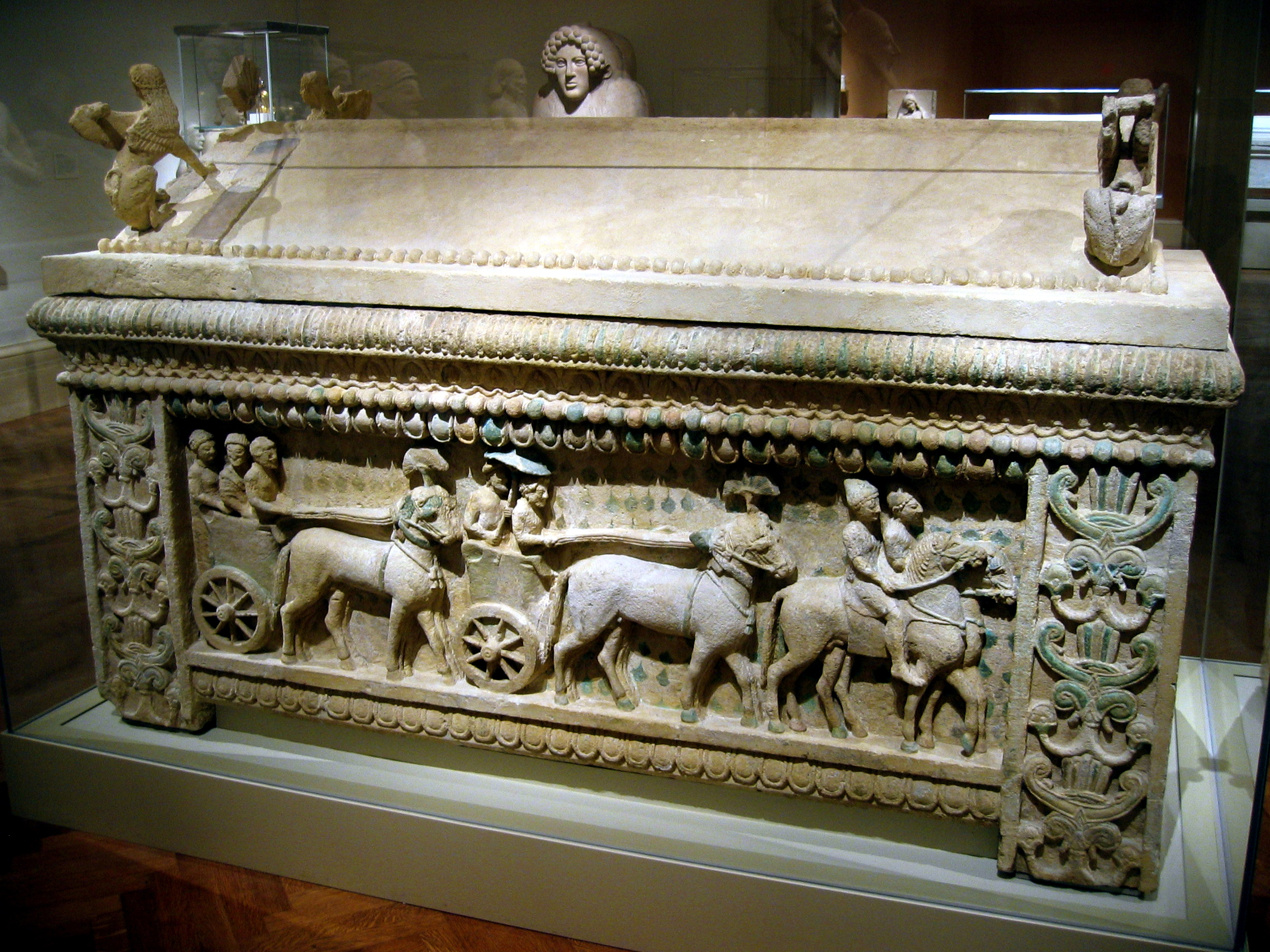
Sarcófago del siglo V a C. encontrado en Amatunte con decoración de estilo greco-chipriota con motivos orientales.
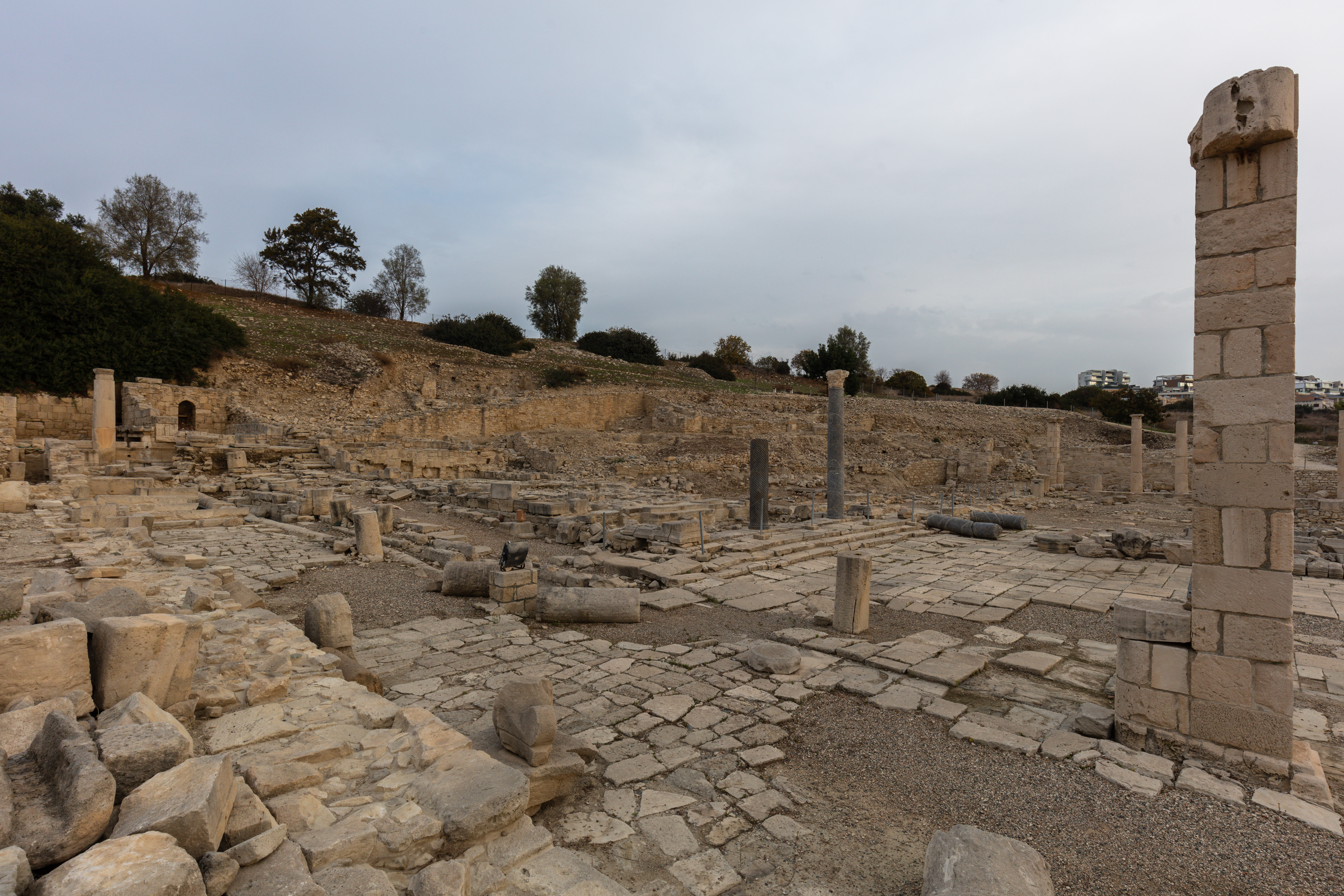
Ruinas.
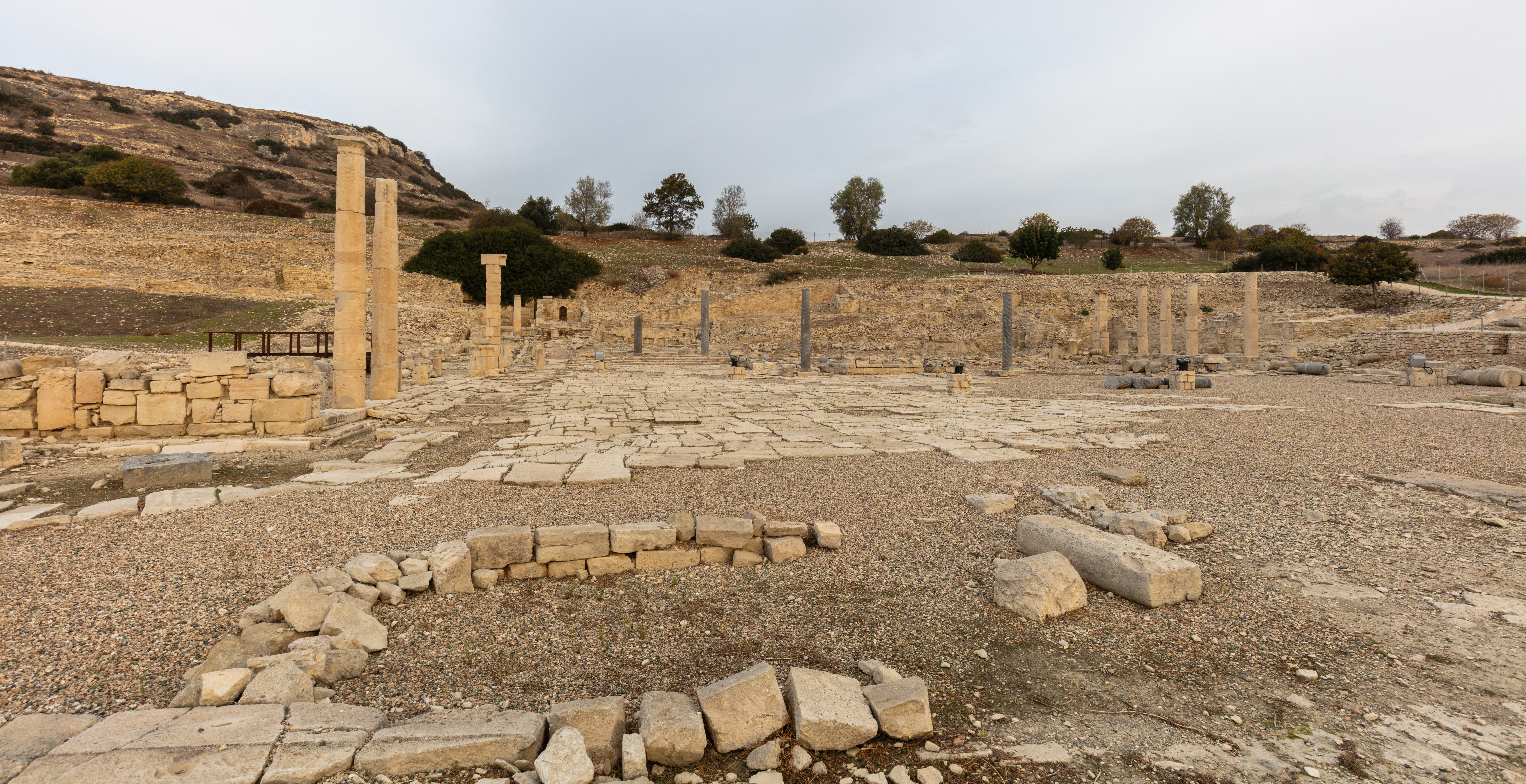
Vista general.
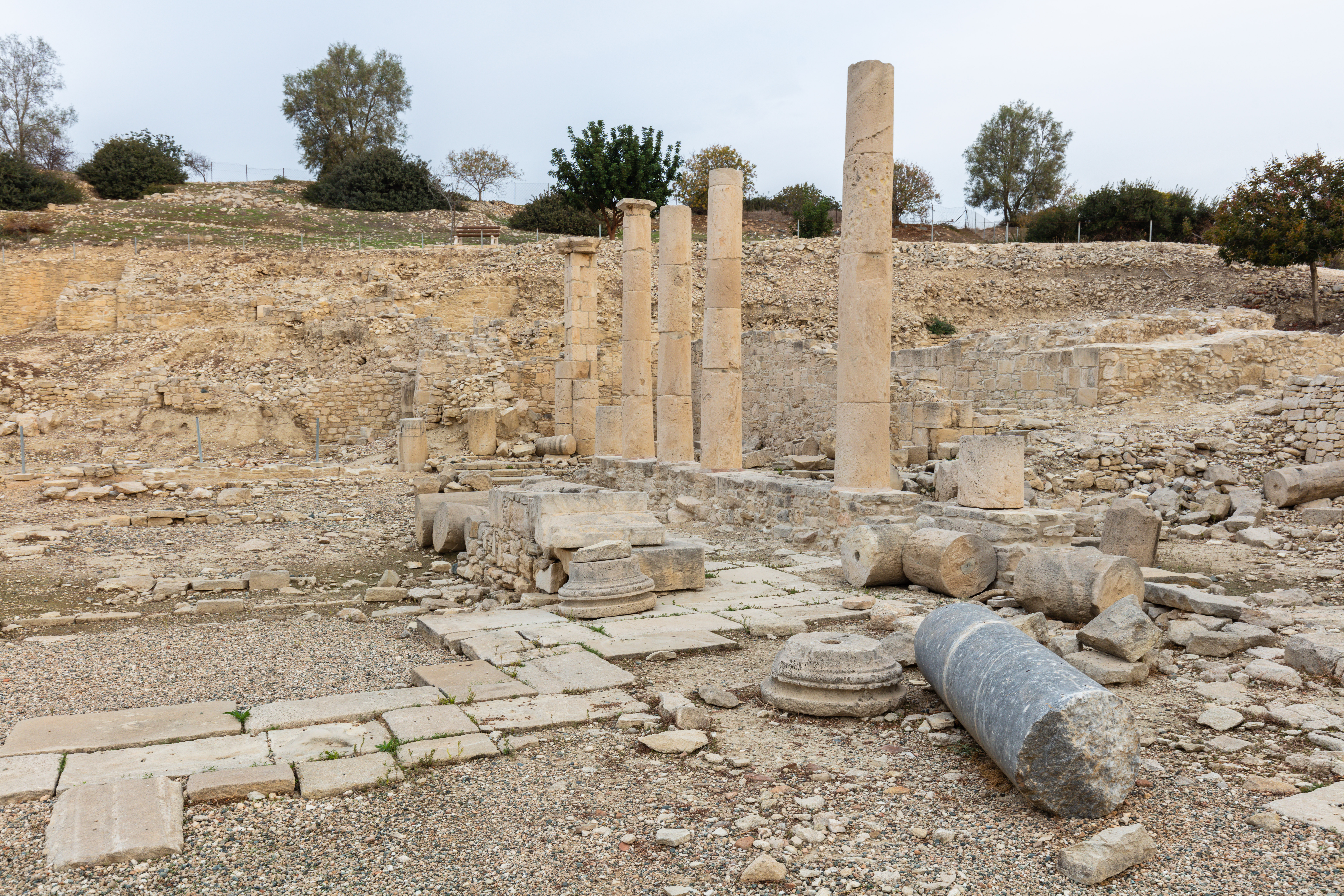
Columnas.
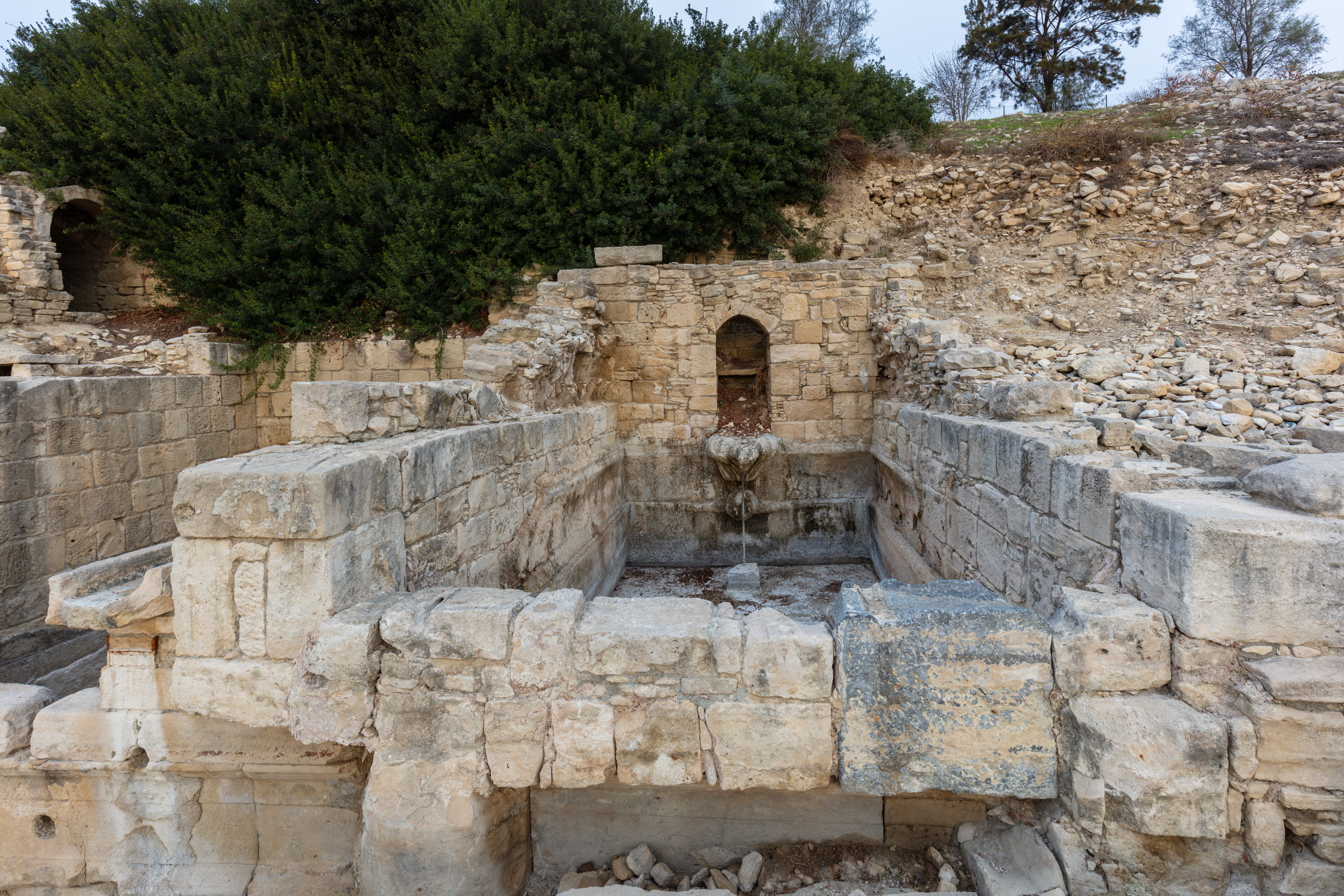
Termas.
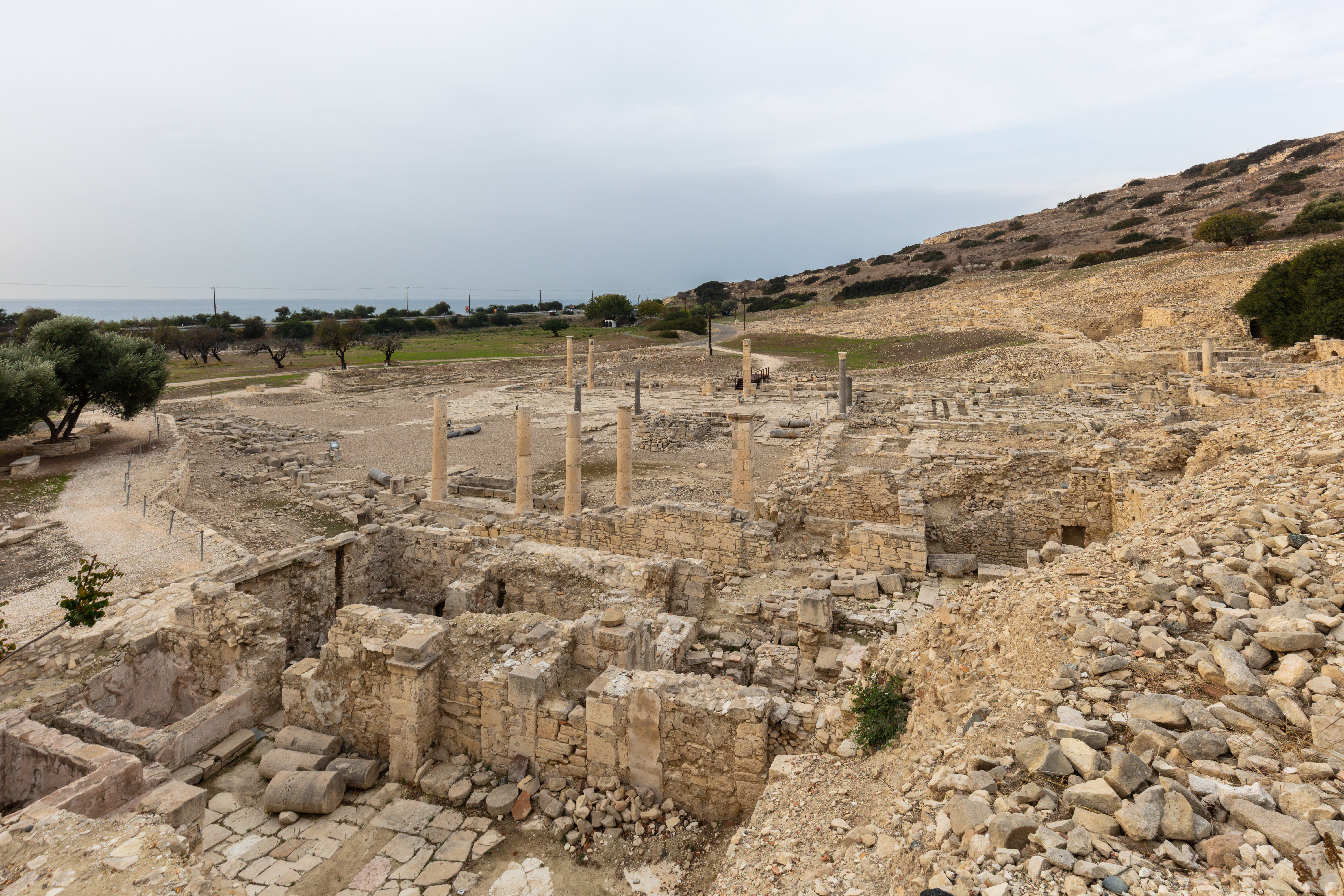
Vista general hacia el mar.